# Петар Лијешевић
Петар Лијешевић (Будва, 5. септембар 2002) је црногорски боксер и репрезентативац, који се такмичи у категорији такмичара до 81 килограма.

## Биографија
Рођен је 5. септембра 2002. године у Будви, где је завршио Другу основну школу. Тренира у Боксерском клубу Будва. Био је стипендиста Министарства спорта Црне Горе и новчане награде општине Будва за постигнуте резултате у боксу.
Освајач је традиционалног међународног турнира Трофеј Подгорице (2017), бронзане медаље на Европском првенству у боксу (2018) и златне медаље на Европском јуниорском првенству у боксу (2020).
Приликом учешћа на Светском првенству у Пољској у организацији Међународне аматерске боксерске федерације 2021. године, као репрезентативац Црне Горе, на представљању такмичара се појавио са заштитном маском са мотивима тробојне заставе Краљевине Црне Горе.